# Goldthwaite, Texas
Goldthwaite är administrativ huvudort i Mills County i Texas. Orten har fått sitt namn efter järnvägstjänstemannen Joe C. Goldthwaite.  Enligt 2010 års folkräkning hade Goldthwaite 1 878 invånare.